# Fondation pour le développement du tourisme alternatif en Haïti
La Fondation pour le développement du tourisme alternatif en Haïti (FONDTAH) est une fondation créée en 2002 à Port-au-Prince, la capitale d'Haïti. Elle a actuellement à sa tête l'ingénieur agronome Jean Camille Bissereth, un de ses membres fondateurs. La FONDTAH évolue principalement dans les domaines du tourisme alternatif, de la protection de l'environnement et du développement local.

## Mission
La mission de la FONDTAH consiste à valoriser les patrimoines naturels, culturels et historiques d'Haïti à travers un réseau de circuits touristiques qui relient les dix départements géographiques d'Haïti. La FONDTAH aide à la mise en place d'associations locales pour le développement d'un tourisme alternatif à l'échelle nationale, en synergie avec toute autre association ou fondation ayant les mêmes objectifs que les siens, et avec l'administration,.

## Historique
Cette fondation a été créée le 30 avril 2002 pour promouvoir à la fois le patrimoine et les agriculteurs locaux, et former les jeunes à travailler dans le secteur de l'agro-tourisme. Cette association d'agriculteurs a été novatrice dans le domaine du tourisme et de l'entrepreneuriat social en développant par exemple, outre les circuits, un réseau de maison d'hôtes, des formations pour les personnes pouvant être mises à contribution et une foire éco-touristique,,.
En 2008, la FONDTAH a mis en œuvre un projet de Promotion du Tourisme Communautaire dans le Département du Nord'Haiti avec un financement de la BID/FOMIN. A travers ce projet coordonné par l’Ingénieur-Agronome Karl-Maxime Alliance, des activités d’évaluation et de renforcement des capacités locales ont été menées afin de promouvoir des activités qui permettent de protéger le patrimoine culturel et qui permettent améliorer les conditions de vie des communautés locales.
En septembre 2010, la FONDTAH a participé aux côtés d'autres fondations, institutions et organismes haïtiens (la Société d'exploitation du Parc naturel Quisqueya de Fond parisien (SODEPA), l'Association des artistes et artisans de la Croix-des-Bouquets (ADDAC), l'Association pour le développement de Bas-Boën (ADEBABO), le ministère de l'agriculture et celui de l'environnement, au réseau des Comités d'initiative éco-touristiques locaux de la section communale de Fonds-Parisien située sur la commune de Ganthier dans la Province de l'Ouest d'Haïti.
En août 2017, le Ministère du tourisme d'Haïti a organisé une rencontre entre la FONDATH et la fondation sciences et arts de la République dominicaine, afin de promouvoir le tourisme dans les deux pays, lors de la deuxième foire mondiale éco-touristique et de production.

## Actions
- Mettre en place des structures d'encadrement, d'accueil et de protection du patrimoine au niveau des régions.
- Développer un tourisme respectueux de l'environnement, de la culture et du patrimoine haïtien, tout en facilitant l'intégration de la population locale.
- Vulgariser l'agrotourisme et l'éthnotourisme comme spécificité haïtienne.
- Promouvoir les micros entreprises artisanales, culturelles, agro-alimentaires, hébergement dans les familles, guidage, danses traditionnelles, association des producteurs de chevaux, plantes ornementales, plantes médicinales etc.
- Aménager des villages éco-touristiques autour des pôles patrimoniaux régionaux comme facteur de développement pour la création des emplois durables.
- Permettre aux Haïtiens et aux étrangers de mieux connaître le pays.
- Organiser des foires éco-touristiques et de production à l'échelle nationale et internationale.